# Slottsbrosundet
Slottsbrosundet är ett sund i Vänern mellan Grums och Slottsbron som förbinder Grumsfjorden med Åsfjorden och resten av Vänern. Vid Slottsbrosundet ligger medeltidsborgen Edsholms borg.